# Lewisia disepala
Lewisia disepala är en källörtsväxtart som beskrevs av Per Axel Rydberg. Lewisia disepala ingår i släktet Lewisia och familjen källörtsväxter. Inga underarter finns listade i Catalogue of Life.